# Опсада Родоса (305. п. н. е.)
Опсаду Родоса извршила је 305. године п. н. е. флота Деметрија Полиоркета. Опсада је део ратова дијадоха, а завршена је делимичном Деметријевом победом.

## Опсада
Родос је имао изузетан стратешки значај. Доминирао је трговином са Египтом. Антигон Једнооки покреће 306. године п. н. е. поход на Египат. Међутим, слично Пердики у Првом рату дијадоха, и Антигон се зауставио на набујалом Нилу кога није успео да пређе. Након повлачења из Египта, Антигон шаље свога сина Деметрија да нападне Родос који се налазио у савезу са египатским владарем Птолемејем. Изговор је био кажњавање због одбијања Родоса да пружи помоћ у походу Антигона на Египат. Опсада Родоса спада међу најпознатије опсаде у антици. Током опсаде су коришћене нове опсадне справе попут "овна за разбијање". Деметрије је тада добио свој надимак (Полиоркет - онај који разбија). На крају је остварио само делимичну победу. Родос је пристао да преда таоце и уђе у савез са Антигоном, али је у рату са Птолемејем остао по страни. Након потписивања примирја из 304. године п. н. е. Антигониди се повлаче из Родоса. Као знак захвалности, становници су продали ратну опрему коју су Антигониди оставили и за тај новац подигли чувену статуу посвећену богу Хелиосу. Колос са Родоса је једно од Седам светских чуда старог света. Изградња је завршена 282. године п. н. е.